# Horský hrádek
Horský hrádek je termín, kterým se v české kastelologii označují nevelké hrady vybudované v extrémních polohách (většinou v pohraničních horách). Tyto hrady neměly reprezentativní a rezidenční funkci. Sloužily především jako mocenský či vojenský opěrný bod a jejich funkce bývala po většinou strážní. Horské hrádky bývaly vázány na dálkové cesty a blízkost hranic. Většinou je zakládal panovník, ale ve výjimečných případech je mohli založit mocní a ambiciózní šlechtici. Funkci hradů byla přizpůsobena také jejich podoba. Jednalo se o jednoduché hrady s nenáročným vnějším opevněním. Byly přizpůsobeny k dlouhodobým pobytům malé vojenské posádky, takže často jediným složitějším objektem bývala obytná věž.

## Seznam horských hrádků
- Beistein
- Bradlo
- Hausberk (okres Český Krumlov)
- Hengst
- Hrad na Stožecké skále
- Hrádek u Ostrova
- Kunžvart
- Ostrý
- Skalní hrad u Raspenavy
- U věže – lokalita předpokládaného horského hradu v okrese Klatovy (u osady Zhůří), místo nenávratně zničeno při vybudování hraničního pásma, případný archeologický průzkum nejspíš nepřinese více informací[2]
- Vítkův kámen